# امریت‌پور، نپال
امریت‌پور، نپال (به لاتین: Amritpur, Nepal) یک منطقهٔ مسکونی در نپال است که در Rapti Zone واقع شده‌است.

## خصوصیات
امریت‌پور ۹٬۶۸۰ نفر جمعیت دارد.